# Municipio de Liberty (condado de Wells)
El municipio de Liberty (en inglés: Liberty Township) es un municipio ubicado en el condado de Wells en el estado estadounidense de Indiana. En el año 2010 tenía una población de 1086 habitantes y una densidad poblacional de 11,69 personas por km².

## Geografía
El municipio de Liberty se encuentra ubicado en las coordenadas 40°41′54″N 85°16′43″O / 40.69833, -85.27861. Según la Oficina del Censo de los Estados Unidos, el municipio tiene una superficie total de 92.91 km², de la cual 92,67 km² corresponden a tierra firme y (0,25 %) 0,24 km² es agua.

## Demografía
Según el censo de 2010, había 1086 personas residiendo en el municipio de Liberty. La densidad de población era de 11,69 hab./km². De los 1086 habitantes, el municipio de Liberty estaba compuesto por el 98,9 % blancos, el 0,28 % eran amerindios, el 0,09 % eran asiáticos, el 0,09 % eran de otras razas y el 0,64 % eran de una mezcla de razas. Del total de la población el 1,01 % eran hispanos o latinos de cualquier raza.